# Джеймс Бернгам
Джеймс Бернгам (James Burnham; 22 листопада 1905, Чикаго — 28 липня 1987, Кент, Коннектикут) — американський філософ, соціолог та економіст, професор Нью-Йоркського університету (1929—1953). Теоретик консерватизму.

## Біографія
Ставши професором університету, співпрацював з різними радикальними журналами, разом з Сіднеєм Хуком брав участь в створенні Американської робочої партії. У 1934 виступав за її об'єднання з Комуністичною Лігою Америки (троцькістська). З цього часу деякий час був другом Льва Троцького.
У 1941 році видав свою головну роботу — «Революція директорів» («The Managerial Revolution»), в якій висунув ідею про трансформацію капіталізму в «менеджерське суспільство», влада в якому перейде до нового класу керуючих (менеджерів, технократів).